# Hratelnost
Hratelnost je pojem užívaný především v oblasti počítačových her, který vyjadřuje, jak je hra zábavná a jak vysoký stupeň komplexního pocitu štěstí, uspokojení a napětí může v člověku navodit během jejího hraní, což ovlivňuje i dobu, po kterou je hráč ochoten trávit svůj čas u hry. Tato vlastnost hry je závislá na tom, jak hra dokáže zaujmout, rozvíjet mysl či reflexy a přinést člověku příjemné pocity. Pojem hratelnost je tak značně subjektivní a závisí na preferencích každého člověka.
Hratelnost je jedna z kategorií hodnocení počítačových her v recenzích. Dalšími bývají grafika, zvuky nebo hudba.